# Italia ai campionati del mondo di atletica leggera 2013
La squadra italiana ai campionati del mondo di atletica leggera 2013, disputati a Mosca dal 10 al 18 agosto, è stata composta da 55 atleti (30 uomini e 25 donne).
Ai 53 atleti inizialmente convocati dal direttore tecnico organizzativo delle squadre nazionali Massimo Magnani, si sono aggiunti sei staffettisti scelti dopo gli assoluti; mentre hanno rinunciato (per infortunio o mancanza di condizione) Emanuele Abate, Davide Manenti, Gianmarco Tamberi e Roberta Bruni. Il capitano della squadra è stato Nicola Vizzoni alla sua nona partecipazione mondiale.
La squadra nel complesso ha conquistato una sola medaglia d'argento classificandosi 26ª nel medagliere, mentre nella classifica dei finalisti si è piazzata 20ª con 19 punti.

## Uomini
| Specialità          | Atleta                                                                                                | Turno      | Risultato | Prestazione | Note                                     |
| ------------------- | --- | ---------- | --------- | ----------- | ---------------------------------------- |
| 200 m               | Enrico Demonte                                                                                        | Batteria   | Eliminato | 21"13       |                                          |
| 400 m               | Matteo Galvan                                                                                         | Batteria   | Q         | 45"39       | Miglior prestazione personale            |
| 400 m               | Matteo Galvan                                                                                         | Semifinale | Eliminato | 45"69       |                                          |
| 800 m               | Giordano Benedetti                                                                                    | Batteria   | Q         | 1'47"90     |                                          |
| 800 m               | Giordano Benedetti                                                                                    | Semifinale | Eliminato | 1'48"31     |                                          |
| 10 000 m            | Daniele Meucci                                                                                        | Finale     | 19º       | 28'06"74    | Miglior prestazione personale stagionale |
| 3 000 m siepi       | Patrick Nasti                                                                                         | Batteria   | Eliminato | 8'36"42     |                                          |
| 3 000 m siepi       | Yuri Floriani                                                                                         | Batteria   | dq        |             | [ 3 ]                                    |
| 3 000 m siepi       | Jamel Chatbi                                                                                          | Batteria   | dq        |             | [ 3 ]                                    |
| Marcia 20 km        | Matteo Giupponi                                                                                       | Finale     | 14º       | 1h23'27"    | Miglior prestazione personale stagionale |
| Marcia 20 km        | Giorgio Rubino                                                                                        | Finale     | 28º       | 1h25'42"    |                                          |
| Marcia 20 km        | Federico Tontodonati                                                                                  | Finale     | 43º       | 1h29'26"    |                                          |
| Marcia 50 km        | Marco De Luca                                                                                         | Finale     | 15º       | 3h48'05"    | Miglior prestazione personale stagionale |
| Marcia 50 km        | Jean-Jacques Nkouloukidi                                                                              | Finale     | 24º       | 3h54'00"    | Miglior prestazione personale stagionale |
| Marcia 50 km        | Teodorico Caporaso                                                                                    | Finale     | 42º       | 4h05'25"    |                                          |
| Salto in alto       | Silvano Chesani                                                                                       | Qualifica  | Eliminato | 2,26 m      |                                          |
| Salto con l'asta    | Claudio Stecchi                                                                                       | Qualifica  | Eliminato | 5,40 m      |                                          |
| Salto con l'asta    | Giuseppe Gibilisco                                                                                    | Qualifica  | Eliminato | nm          |                                          |
| Salto triplo        | Fabrizio Schembri                                                                                     | Qualifica  | q         | 16,83 m     |                                          |
| Salto triplo        | Fabrizio Schembri                                                                                     | Finale     | 8º        | 16,74 m     |                                          |
| Salto triplo        | Fabrizio Donato                                                                                       | Qualifica  | Eliminato | 16,53 m     |                                          |
| Salto triplo        | Daniele Greco                                                                                         | Qualifica  | Eliminato | nm          |                                          |
| Lancio del disco    | Giovanni Faloci                                                                                       | Qualifica  | Eliminato | 57,54 m     |                                          |
| Lancio del martello | Nicola Vizzoni                                                                                        | Qualifica  | q         | 75,38 m     |                                          |
| Lancio del martello | Nicola Vizzoni                                                                                        | Finale     | 7º        | 77,61 m     | Miglior prestazione personale stagionale |
| Staffetta 4×100 m   | Michael Tumi Matteo Galvan Diego Marani Delmas Obou (Riserve: Fabio Cerutti Enrico Demonte)           | Batteria   | Eliminata | 38"49       | Miglior prestazione personale stagionale |
| Staffetta 4×400 m   | Marco Lorenzi Isalbet Juarez Eusebio Haliti Matteo Galvan (Riserve: Michele Tricca Lorenzo Valentini) | Batteria   | Eliminata | 3'03"88     | [ 4 ]                                    |

## Donne

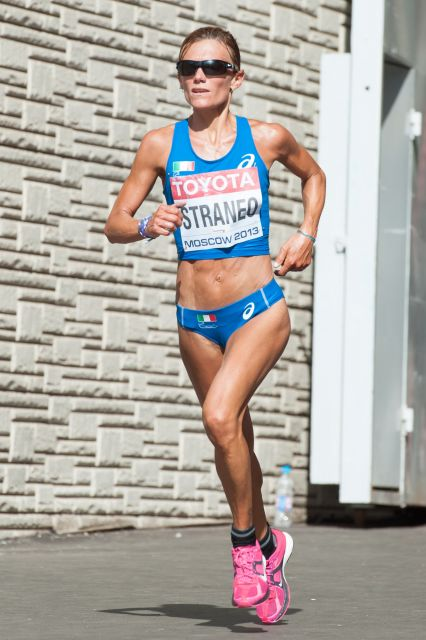
Valeria Straneo durante la maratona.

| Specialità        | Atleta                                                                                               | Turno      | Risultato | Prestazione | Note                                     |
| ----------------- | --- | ---------- | --------- | ----------- | ---------------------------------------- |
| 200 m             | Gloria Hooper                                                                                        | Batteria   | Eliminata | 23"10       | Miglior prestazione personale stagionale |
| 400 m             | Libania Grenot                                                                                       | Batteria   | Q         | 51"43       | Miglior prestazione personale stagionale |
| 400 m             | Libania Grenot                                                                                       | Semifinale | Eliminata | 50"47       | Miglior prestazione personale stagionale |
| 400 m             | Chiara Bazzoni                                                                                       | Batteria   | q         | 52"14       |                                          |
| 400 m             | Chiara Bazzoni                                                                                       | Semifinale | Eliminata | 52"11       |                                          |
| 800 m             | Marta Milani                                                                                         | Batteria   | Eliminata | 2'02"41     |                                          |
| 1 500 m           | Margherita Magnani                                                                                   | Batteria   | Eliminata | 4'11"15     |                                          |
| 100 m ostacoli    | Marzia Caravelli                                                                                     | Batteria   | Q         | 13"07       |                                          |
| 100 m ostacoli    | Marzia Caravelli                                                                                     | Semifinale | Eliminata | 13"06       |                                          |
| 100 m ostacoli    | Veronica Borsi                                                                                       | Batteria   | Eliminata | 13"35       |                                          |
| 400 m ostacoli    | Jennifer Rockwell                                                                                    | Batteria   | Eliminata | 56"53       |                                          |
| Maratona          | Valeria Straneo                                                                                      | Finale     | Argento   | 2h25'58"    | Miglior prestazione personale stagionale |
| Maratona          | Emma Quaglia                                                                                         | Finale     | 6ª        | 2h34'16"    | Miglior prestazione personale stagionale |
| Marcia 20 km      | Elisa Rigaudo                                                                                        | Finale     | 5ª        | 1h28'41     | Miglior prestazione personale stagionale |
| Marcia 20 km      | Eleonora Anna Giorgi                                                                                 | Finale     | 10ª       | 1h30'01"    | Miglior prestazione personale stagionale |
| Marcia 20 km      | Antonella Palmisano                                                                                  | Finale     | 13ª       | 1h30'50"    | Miglior prestazione personale            |
| Salto in alto     | Alessia Trost                                                                                        | Qualifica  | q         | 1,92 m      |                                          |
| Salto in alto     | Alessia Trost                                                                                        | Finale     | 7ª        | 1,93 m      |                                          |
| Salto in lungo    | Dariya Derkach                                                                                       | Qualifica  | Eliminata | 6,16 m      |                                          |
| Salto triplo      | Simona La Mantia                                                                                     | Qualifica  | Eliminata | 13,80 m     |                                          |
| Getto del peso    | Chiara Rosa                                                                                          | Qualifica  | Eliminata | 17,18 m     |                                          |
| Staffetta 4×100 m | Audrey Alloh Marzia Caravelli Ilenia Draisci Martina Amidei (Riserve: Micol Cattaneo Irene Siragusa) | Batteria   | Eliminata | 44"05       |                                          |
| Staffetta 4×400 m | Chiara Bazzoni Marta Milani M.B. Chigbolu / M.E. Spacca Libania Grenot (Riserva: Elena Bonfanti)     | Batteria   | Q         | 3'29"62     | [ 5 ]                                    |
| Staffetta 4×400 m | Chiara Bazzoni Marta Milani M.B. Chigbolu / M.E. Spacca Libania Grenot (Riserva: Elena Bonfanti)     | Finale     | dq        |             | [ 6 ] [ 7 ]                              |